# Peggy Ryan
Peggy Ryan (su nombre verdadero era Margaret O'Rene Ryan) (Long Beach, California, 28 de agosto de 1924 - Las Vegas, Nevada, 30 de octubre de 2004) fue una bailarina estadounidense que protagonizó diversas películas musicales de la productora Universal Studios, bailando claqué y haciendo números cómicos junto a Donald O'Connor.
Sus padres fueron el conjunto de vodevil "The Merry Dancing Ryans," y Peggy se unió a ellos a los dos años de edad. Su aptitud para el canto, la actuación y la danza fue advertida por George Murphy, quien le dio un papel en la película de 1937 Top of the Town. Su primer emparejamiento con O'Connor tuvo lugar en 1942, en la película What's Cookin'?, y trabajaron juntos en diversas películas a lo largo de la Segunda Guerra Mundial.
Se casó con James Cross en 1945 y se divorciaron en 1952.
Dejó Universal Studios y fue emparejada con el bailarín Ray McDonald en las películas There's a Girl in My Heart y Shamrock Hill, ambas de 1949, y en All Ashore (Marino al agua), de 1953. Se casaron en 1953 y viajaron juntos con una representación de sala de fiestas antes de divorciarse en 1957.
Su tercera boda, en 1958, fue con el columnista de Hawái Eddie Sherman, en la época en que dejó el cine para dedicarse a la coreografía y el semi-retiro. Volvió de nuevo, pero a la pequeña pantalla, interpretando el papel de la secretaria Jenny Sherman, en Hawaii Five-O, desde 1969 a 1976.
En sus últimos años enseñó claqué a coristas de Las Vegas. Su última actuación pública, el día de su 80 cumpleaños, fue un hilarante número de baile y canción, dedicado a sus antiguas colegas de la Universal. Continuó enseñando claqué hasta dos días antes de su fallecimiento a causa de un accidente cerebrovascular.

## Filmografía
- The Wedding of Jack and Jill - 1930
- Top of the Town - 1937
- Women Men Marry - 1937
- Billy Rose's Casa Mañana Revue - 1938
- The Flying Irishman - 1939
- She Married a Cop - 1939
- The Grapes of Wrath (Las viñas de la ira, Viñas de ira o Las uvas de la ira) - 1940
- Sailor's Lady - 1940
- What's Cookin'? - 1942
- Girls' Town - 1942
- Miss Annie Rooney - 1942
- Private Buckaroo - 1942
- Give Out, Sisters - 1942
- Get Hep to Love - 1942
- When Johnny Comes Marching Home - 1942
- Mister Big - 1943
- Top Man - 1943
- Chip Off the Old Block - 1944
- Follow the Boys - 1944 (breve aparición)
- This Is the Life - 1944
- The Merry Monahans (Noche triunfal) - 1944
- Babes on Swing Street - 1944
- Bowery to Broadway - 1944
- Here Come The Co-Eds - 1945
- Patrick the Great - 1945
- That's the Spirit (Ahí va el espíritu) - 1945
- On Stage Everybody - 1945
- Men in Her Diary - 1945
- There's a Girl in My Heart - 1949
- Shamrock Hill - 1949
- All Ashore (Marino al agua) - 1953
- Hawaii Five-O - 1968 (serie de televisión)